# Podil (huyện)
Huyện Podil (tiếng Ukraina: Подільський район, chuyển tự: Podils’kyi raion) là một huyện của tỉnh Thành phố Kiev thuộc Ukraina. Huyện Podil có diện tích 34 kilômét vuông, dân số theo điều tra dân số ngày 5 tháng 12 năm 2001 là 180424 người với mật độ 5307 người/km2. Trung tâm huyện nằm ở ?.